# Regierungsbezirk Düsseldorf
Regierungsbezirk Düsseldorf är ett av fem regeringsområden i det tyska förbundslandet Nordrhein-Westfalen. 

## Geografi
Regeringsområdet ligger i den nordvästra delen av NRW. Det är ett av de mest tätbefolkade regeringsdistrikten i hela Tyskland. I norr gränsar distriktet till Regierungsbezirk Münster, i öst till Regierungsbezirk Arnsberg och i söder till Regierungsbezirk Köln. Det gränsar i väster till Nederländerna.
I området ingår fem distrikt (Kreis) och tio kretsfria städer.

## Historia
Regierungsbezirk Düsseldorf grundades 1816 som ett regeringsområde i norra delen av den preussiska Rhenprovinsen. År 1905 hade det en yta på 5 473 km² och 2 989 243 invånare (544 inv/km²), därav 57,3 procent katoliker, 41,3 procent evangeliska och 0,67 procent judar. Regierungsbezirk Düsseldorf indelades i 26 kretsar.
Efter Preussens upplösning 1947 blev Regierungsbezirk Düsseldorf ett regeringsområde i det nygrundade förbundslandet Nordrhein-Westfalen. 

## Distrikt och distriktsfria städer

### Distrikt
- Kreis Kleve
- Kreis Mettmann
- Rhein-Kreis Neuss
- Kreis Viersen
- Kreis Wesel

### Distriktsfria städer
- Düsseldorf
- Duisburg
- Essen
- Krefeld
- Mönchengladbach
- Mülheim an der Ruhr
- Oberhausen
- Remscheid
- Solingen
- Wuppertal